# Platja de Torbas
La Platja de Torbas és una platja del concejo del Franco, a la zona occidental d'Astúries. Està situada a l'est del «cap Blanco», al poble de Valdepares. Pertany a la Costa Occidental d'Astúries i malgrat no estar inclosa a la franja que comprèn el Paisatge Protegit de la Costa Occidental d'Astúries, presenta dos tipus de protecció mediambiental, ja que està catalogada com ZEPAy LIC.

## Descripció
La seva configuració és la d'una badia menuda i la sorra té una longitud d'uns 100 a 110 metres i una amplària mitjana de 30 a 35 metres, de color fosc i gra de grandària mitjana. En tenir la forma d'ancorada, el normal és que les seves aigües siguin tranquil·les la major part de l'any. És una platja molt poc concorreguda i no té servei de socorrisme ni cap altre. El seu entorn té un grau d'urbanització baix i de tipus rural.
La platja té una desembocadura fluvial i la pesca submarina i la recreativa són les activitats més recomanades. A causa del gran nombre de pedres que hi ha, no és recomanable anar amb nens.

### Accessos
Hi ha dos accessos a la Platja de Torbas. Tots dos accessos són per als vianants i d'un km aproximadament.
Està indicat en la carretera general N-634. Seguint la indicació s'arriba a un castell que cal envoltar i s'accedeix a una pista que es bifurca més endavant; s'ha de prendre el camí de l'esquerra seguint amb el vehicle fins a on prudentment és possible. Des d'allí es va caminant uns 500 m fins a la platja.
Part des del cartell senyalitzador de Valdepares. Després d'agafar aquesta desviació s'arriba fins a una fàbrica de mobles i en la primera corba que hi ha cap a l'esquerra s'ha de seguir de front fins a arribar a una torrassa medieval. En aquest punt se segueix el camí que es dirigeix cap al «cap Blanco» i des d'allí a la platja és fàcil arribar doncs està a la vista.